# Стрешнева, Евдокия Лукьяновна
Царица Евдокия Лукьяновна, урождённая  Стрешнева (1608, Мещовск — 18 (28) августа 1645, Москва) — вторая жена царя Михаила Фёдоровича с 5 (15) февраля 1626 года, мать царя Алексея Михайловича.

## Биография
Происходила из мелкопоместного рода Стрешневых. Дочь мещовского дворянина Лукьяна Степановича Стрешнева, который по материнской линии являлся потомком легендарного предка князей Волконских Ивана Юрьевича Толстая Голова и, соответственно, имел спорное происхождение от Рюриковичей. Мать — Анна Константиновна (фамилия неизвестна), предположительно дочь князя Константина Романовича Волконского (по другим данным Анна Константиновна была дочерью Константина Григорьевича Юшкова, что косвенно подтверждается тем, что его внук — боярин, дядька царя Иоанна Алексеевича, Борис Гаврилович Юшков считался близким родственником царской семье).
Имела брата Степана, который впоследствии сыграл роковую роль в деле осуждения патриарха Никона, составив вопросы о наиболее противоречивых сторонах его деятельности.
Родилась предположительно в 1608 году и потеряла мать вскоре после рождения, в то время как её отец, по некоторым указаниям, покинул родные имения ради участия в ополчении Пожарского, отдав ребёнка более богатым родственникам по материнской линии.

…что она осиротела ещё в пеленках, лишившись матери вскоре по рождении своем; что отец ея, отправляясь на службу ратную в смутныя времена, отдал её на воспитание дальней своей родственнице, знатной боярыне, с дочерью которой она и приехала ко двору.

Из того же города Мещовска была родом последняя русская царица, жена её внука Петра Великого — Евдокия Лопухина, браку которой с юным царём способствовали помимо его родственников по материнской линии Нарышкиных, также дальний родственник Евдокии Стрешневой — Тихон Стрешнев, причем крестильное имя Лопухиной — «Прасковья», было поменяно при венчании на «Евдокию».

### Свадьба
Евдокия Лукьяновна была выбрана овдовевшим царём Михаилом Фёдоровичем на смотре невест, устроенном в 1626 году. Она не входила в число отобранных красавиц, а прибыла с одной из них, дочерью окольничего Григория Волконского в качестве наперсницы («подруги для собеседования»). Михаилу не понравилась ни одна из девиц, прошедших в «финал конкурса», но по просьбе родителей он осмотрел всех ещё раз, и Евдокия понравилась ему «красотой, обходительностью и кротким нравом». Родители царя были разочарованы этим выбором, но Михаил остался непреклонен. «Государь ссылался не только на возникшее у него чувство, но и на свой христианский долг помочь благородной не по крови, а по существу девице покинуть дом притеснявших её родственников».

При сем объяснении упомянуто было также и о том, что Евдокия Лукьяновна Стрешнева живет под игом жестокаго своенравия гордых своих родственников; что она всем от них обижена и редкий день проходит, чтобы она не обливалась слезами; но что она скромная и добродетельная девица; что никто не токмо не слыхал от нея жалоб, даже недовольнаго взгляда от ея не видал.
Таковое о девице Стрешневой известие проникло болезненным состраданием сердце Царево, уже любовию объятое. Невольный вздох вырвался из груди Государевой, и он сам того не приметил, как произнес: «Несчастная… Но ты должна быть счастливою.»
Матерь Царя была недовольна сим выбором, и сь некоторым негодованием сказала сыну своему: «Государь! Таковым избранием ты оскорбляешь Бояр и Князей, знаменитых своими и предков своих заслугами; дочери их, ежели тебе и не по нраву, то, по крайнев мере, не менее Стрешневой добродетельны … А Стрешнев кто?… Человек неизвестный!»

Царские посыльные отправились в отдалённый Мещовский уезд (Калужская губерния), чтобы привезти ко двору отца, Лукьяна Степановича Стрешнева, который благословил дочь на брак. По легенде, весть о выборе царя застала его за полевыми работами, на что историк царствования Михаила резонно замечает: «Повествуют, что посланные застали Стрешнева возделывающим пашню под посев ржи; но едва ли это справедливо, ибо в феврале (когда они прибыли к нему) нельзя ещё было пахать».
Любопытно, что в царских палатах Евдокия оказалась и была названа царицей лишь за 3 дня до венчания, видимо, из-за боязни родителей Михаила, что с ней случится из-за козней неприятность, подобная тем, что случилось с предыдущими царскими невестами — Марией Хлоповой и княжной Марией Долгорукой, ставшей царицей, но умершей через несколько месяцев, заболев сразу после свадьбы (это связывали с происками тех, кто не желал династии Романовых утверждения на престоле через крепкую линию престолонаследия).
Свадьба Михаила Фёдоровича и Евдокии Лукьяновны состоялась 5 (15) февраля 1626 года в Москве. Весь ход брачного торжества был изложен в лицевой (иллюстрированной) рукописи под названием «Описание в лицах торжества, происходившего в 1626 году февраля 5 при бракосочетании Государя Царя и Великого Князя Михаила Федоровича с Государынею Царицею Евдокиею Лукьяновною из рода Стрешневых».
Инокиня Марфа благословила невесту и передала ей ящик, в котором лежало «золотое монисто с панагией — по лазоревому яхонту был вырезан образ Спаса Вседержителя и два яхонты по краям и два изумруда, а на обратной стороне панагии образ великомученика Дмитрия». Отец царя, патриарх Филарет, благословил молодых. Родители Михаила Фёдоровича хотели изменить имя Евдокии на имя первой русской царицы Анастасии, но невеста отказалась.
«Бракосочетание царя происходило 5 февраля, и все лица были по особенному царскому приказу без мест. Осторожности сей научил опыт первого бракосочетания. Главным распорядителем был боярин Иван Никитич Романов, а дружками при государе — князья Дмитрий Черкасский и Д. М. Пожарский, при государыне — Борис Михайлович Шеин и Роман Петрович Пожарский. В свадебном поезде в церковь ехал государь верхом на аргамаке, а государыня в санях. На другой день прибыли к царю Михаилу Фёдоровичу с дарами бояре, думные люди, гости, и гостинной, и суконной, и чёрной сотни торговые люди. Царь приказал их допустить к себе, но даров не принял. В последнем случае поступил царь Михаил Фёдорович вопреки прежним обычаям и, вероятно, имел на то особые причины.».
«Отец царицы Лукьян Стрешнев вскоре превратился в богатейшего землевладельца, обладавшего имениями в семи уездах, по количеству угодий он занял девятое место среди самых богатых людей государства. Некоторые его вотчины сохранились до наших дней. Например, деревня Орехово, в 1960 году включённая в черту Москвы, или усадьба в начале Божедомского переулка в Москве (ныне Всероссийский музей декоративно-прикладного и народного искусства). Лукьян Степанович также владел обширным двором в Московском Кремле, занимавшем половины улиц Житницкая и Троицкая». Двоюродные родственники царицы благодаря улучшению своего положения смогли купить и начать отстраивать имение Узкое.
Ещё одна легенда об отце Евдокии гласит, что в одной из комнат у Лукьяна Степановича была особая занавеска. Каждый день, оставшись наедине с собой, царский тесть отдергивал её. За занавеской была аккуратно развешана его прежняя одежда, лежали орудия, с которыми Стрешнев работал в поле. И тогда бывший бедный дворянин говорил себе: «Лукьян! Помни, что ты был и что ты ныне. Помни, что все сие получил ты от Бога. Не забывай Его милосердия. Помни Его заповеди. Делись всем, что имеешь, с бедными: они твои братья. Не утесняй никого, ты сам был беден. Помни твердо, что все земное величие — суета, и что Бог одним словом может обратить тебя в ничто».

### Жизнь в браке
Как указывают историки, жизнь юной царицы под крылом у властной свекрови была нелегкой: «Положение её при дворе было сложное. По видимости, молодая царица попала в полную зависимость от свекрови инокини Марфы, твердая рука которой чувствуется во всем дворцовом обиходе. При свекрови и невестке состоял один и тот же духовник, а дела их вел один дьяк. В поездках по монастырям и на всех выходах мать царя сопровождала невестку. Воспитателей для внуков также выбирала бабушка. Но и после смерти свекрови не чувствуется никакого влияния царицы в делах Михаила Федоровича».
Главные заботы Евдокии были связаны с деторождением. Первые два ребёнка оказались девочками (1627 и 1628), причем вторая умерла 9-месячной. И. Е. Забелин пишет: «Это обстоятельство, что рождаются только дочери, очень опечалило и озаботило царственных супругов. Была печаль и беда не малая и царю; и ещё более благоверной царице о „безродии сыновнем“, о безродии наследника царству, беда, обыкновенно развивавшая холодность царя к несчастливой царице. Супруги стали усердно молиться… Однажды в беседе с известным во дворце Соловецким иноком Александром Булатниковым, который впоследствии был келарем Троицкого монастыря, царь Михаил обратился к нему со словами: Ты не знаешь ли, кто у вас старец преподобный, который помолился бы о нашей печали? Александр ответил: Есть, государь, такой муж, и я уверен, что может испросить вам у Бога плод сыновства: это преподобный Елеазар, подвижник Анзерский. Александр рассказал подробно и святом его житии, и царь немедля послал Александра с люблением, дабы преподобный, как можно скоро прибыл в Москву. Прибыл святой старец в царские палаты и в беседе с горевавшими супругами утешил их благонадежными словесами  Не печалуйте, говорил. Силен бо есть Бог дать вам плод по вере вашей и это сбудется, яко день сей. Уповаю на Господа, что зачнется вам сын и родится и царствию по вас будет наследник.  Слыша это, супруги исполнились неизреченной радости и упросили преподобного, чтобы остался до времени в Чудовом монастыре. Богу содействующу глаголам святого, не по многом времени зачатся и родися царю сын Алексей Михайлович (1629-1676), который, впоследствии воцарившись, почитал св. старца, яко другого себе отца, богодарованного, осыпал его щедрыми дарами и повелел в его скиту соорудить церковь каменную».
16 июля 1634 года состоялся совместный поход царя Михаила Фёдоровича, царицы Евдокии Лукьяновны, царевичей Алексея Михайловича, Ивана Михайловича, царевен Ирины Михайловны и Анны Михайловны в Николо-Угрешский монастырь: «Июля в 16 день, как государыня царица и вел. кн. Евдокея Лукьяновна пошла в Никольской объезд и пожаловала на Москве проезжие милостыни в богадельни, что за Варварскими вороты, полтину; да нищим на Москве ж и на дороге роздано поручно, до государева стану, до Голедей, 29 алт. 4 ден.; да с Голедей идучи, до Николы Чюдотворца Угрешского монастыря, роздано милостыни ж рубль 6 алт.; да у Николы Чюдотворца в монастыре, и идучи из Угрешского монастыря, и в селе в Рубцове, дано по 6 челобитным вдовам и бедным людем 3 руб. 26 алт. 4 ден». 02 ноября 1636 года царица вновь совершает с мужем богомольный поход в Николо-Угрешский монастырь и 14 октября 1642 года, но уже без царя.
После неблагополучных родов царевича Василия (1639), который вскоре скончался, Евдокия в течение шести лет (1639—1645 г.), до самой смерти царя, больше не рожала и, по свидетельству современников, с того времени «была перед прежним скорбна и меж супругами в их государском здоровье и в любви стало не по-прежнему».
Царь с царицей молились и великую веру показали к преподобному Александру Чудотворцу Свирскому, мощи которого были обретены в течение тех же лет (1641 год), а в 1643 году царь устроил для них богатую серебряную раку, а царица «устроила швейным художеством своима рукама, со благородными своими чады (дочерьми), цветных сияет на плащанице образ св. Живоначальныя Троицы и преподобнаго отца Александра, и украсила златом и сребром и бисером (жемчугом) со драгим камением, и повелела положити на многочудесныя мощи преподобнаго…». Но детей больше им даровано не было.
Евдокия стала основательницей многих богоугодных заведений, помогала нищим и церкви. В 1627 году, в честь её ангела-хранителя в Московском кремле устроена Евдокиинская церковь. Внесла большой вклад в восстановление Мещовского Свято-Георгиевского мужского монастыря на своей родине, в некрополе которого находится семейная усыпальница Стрешневых (встречается информация, о том, что в нём её благословляли перед отъездом в Москву на смотр невест с пожеланием завоевать сердце царя, что не противоречит информации о том, что она не входила в число соискательниц). Навещала она и Московский Иоанно-Предтеченский монастырь, в особенности жившую здесь блаженную схимонахиню Марфу, Христа ради юродивую, и просила её молитв о благополучном разрешении при родах. Примеру благочестивой царицы следовали и подданные. Установился освящённый молитвами юродивой Марфы обычай служить во время беременности при гробе блаженной в Ивановском монастыре панихиды об упокоении её души, тем самым испрашивая её молитвенной помощи.
Скончалась Евдокия 18 (28) августа 1645, через 5 недель после смерти мужа, умершего 13 июля. Она так была потрясена смертью супруга, что предаваясь горю («и никтоже можаше утолити плача ея»), вскоре скончалась. Кроме того в первый месяц после смерти царя происходила ожесточённая борьба вокруг престола и царица была полностью удалена от регентства при своём сыне, а вокруг него большое влияние приобрел боярин Б. И. Морозов. Похоронена была в усыпальнице для женщин царского рода в Вознесенском женском монастыре Московского Кремля у южной стены. С 1930 года саркофаг с останками царицы хранится в подвальной части Архангельского собора, так как Вознесенский монастырь был взорван в 1929 году. Надпись на его крышке сообщает: «Лета 7153 августа в 18 день… в шестом часу преставис… благоверная царица и великая княгиня Евдокея Лукяновна а погребена августа в 19 день».

#### Дети
Родила 7 дочерей и 3 сыновей, 6 из её детей умерло при её жизни.
1. ♀ Ирина Михайловна (22 апреля (2 мая) 1627 — 8 (18) апреля 1679)
2. ♀ Пелагея Михайловна (17 (27) апреля 1628 — 25 января (4 февраля) 1629)  — умерла в младенчестве
3. ♂ Царь Алексей Михайлович (19(29) марта 1629 — 29 января (8 февраля) 1676)
4. ♀ Анна Михайловна (14 (24) июля 1630 — 27 октября (6 ноября) 1692)
5. ♀ Марфа Михайловна (19 (29) августа 1631 — 21 сентября (1 октября) 1632)  — умерла в младенчестве
6. ♂ Иоанн Михайлович (2 [12] июня 1633 — 10 [20] января 1639)  — умер в 5 лет[19].
7. ♀ Софья Михайловна (30 сентября (10 октября) 1634 — 23 июня (3 июля) 1636)  — умерла в младенчестве
8. ♀ Татьяна Михайловна (5 (15) января 1636 — 24 августа (4 сентября) 1706)
9. ♀ Евдокия Михайловна (род. и ум. 10 (20) февраля 1637)  — умерла вскоре после рождения
10. ♂ Василий Михайлович (14 (24) марта 1639 — 25 марта (4 апреля) 1639)  — младший сын; погребён в Архангельском соборе.

## Память
Будучи матерью детей первого царя из рода Романовых, Евдокия Лукьяновна является родоначальницей династии.
12 июня 2008 года в Мещовском Свято-Георгиевском мужском монастыре (Мещовск, Калужской обл.) состоялась церемония закладки камня в основание памятника Евдокии Стрешневой в честь её 400-летия. В основание памятника был заложен камень со святой горы Фавор и Памятная медаль с изображением памятника 1000-летия России. Памятник (скульптор Михаил Любимов) предполагалось соорудить на народные пожертвования и установить его на территории монастыря в преддверии празднования 400-летия династии Романовых, которое отмечалось в 2013 году.
28 мая 2011 года памятник Евдокии Лукьяновне был торжественно открыт. Это событие приурочили к завершению двухдневной работы IV Международной научно-практической конференции «У истоков Российской государственности (Роль женщин в истории Династии Романовых)». С речью выступили губернатор Калужской области Анатолий Дмитриевич Артамонов, настоятель Свято-Георгиевского мужского монастыря игумен Георгий и другие.